# Valentina Donvito
Valentina Donvito (Trieste, 27 settembre 1978) è un'ex cestista italiana.
Soprannominata Valla, playmaker di 175, ha giocato nella massima serie con Vicenza, Vittuone, Varese, Treviglio, Como e Priolo. Ha anche vestito la maglia della Nazionale italiana.

## Carriera

### Nei club
È cresciuta nelle giovanili della Società Ginnastica Triestina. A sedici anni si è trasferita a Vicenza e poi a Vittuone; con le due formazioni ha vinto due scudetti juniores. In seguito ha giocato anche nel campionato svizzero con la Sixiss. Ha inoltre disputato due edizioni di Coppa Ronchetti con Vittuone e Treviglio.
È stata il valore aggiunto di Umbertide nel 2007-08, sua unica stagione in A2, e ha conquistato con le umbre la promozione.
Nel 2009-10 è stata convocata due volte ma non ha disputato alcuna partita con Como: ha infatti dovuto saltare l'intero campionato a causa di un infortunio alla mano.
Nel 2012-13, dopo essersi allenata con Muggia, passa alla Trogylos Priolo. Il suo impatto con la squadra siciliana è molto positivo, dopo le precedenti quattro stagioni in secondo piano con la Comense, e al termine del girone d'andata la playmaker-guardia si attesta come seconda miglior marcatrice italiana dell'A1. Rimane a Priolo nel 2013-2014: riferimento offensivo insieme a Milazzo e Erić, fino a dicembre 2013 è la migliore realizzatrice del campionato.
Nel 2017 viene tesserata dal Basket Como militante nel campionato di Serie C.

### In Nazionale
Nel 1996 partecipa all'Europeo con l'Italia under 18.
Dopo un'esperienza con la Nazionale sperimentale di Riccardo Sales nel 1998, ha esordito in nazionale il 17 gennaio 2009 giocando 14 minuti e segnando 3 punti (un tiro da tre) nella vittoria per 75-64 sul Belgio che ha fruttato la qualificazione delle azzurre agli Europei 2009 in Lettonia. Non ha poi potuto disputare il campionato continentale per un infortunio alla mano. In totale ha disputato 12 partite e segnato 32 punti.

## Statistiche

### Presenze e punti nei club
Dati aggiornati al 30 giugno 2014
| Stagione        | Squadra                  | Competizione | Partite | Partite | Partite | Statistiche tiro | Statistiche tiro | Statistiche tiro | Altre statistiche | Altre statistiche | Altre statistiche | Altre statistiche | Altre statistiche |
| Stagione        | Squadra                  | Competizione | Pres.   | Titol.  | Minuti  | Tiri da 2        | Tiri da 3        | Liberi           | Rimb.             | Assist            | Rubate            | Stopp.            | Punti             |
| --------------- | ------------------------ | ------------ | ------- | ------- | ------- | ---------------- | ---------------- | ---------------- | ----------------- | ----------------- | ----------------- | ----------------- | ----------------- |
| 1995-1996       | Vivo Vicenza             | Serie A1     | 12      |         | 62      | 4/11             | 3/9              | 3/5              | 4                 | 2                 | 2                 |                   | 20                |
| 1996-1997       | Sive Vittuone Pavia      | Serie A1     | 16      |         | 147     | 11/20            | 12/22            | 6/10             | 6                 | 3                 | 10                |                   | 64                |
| 1997-1998       | Sive Pavia Vittuone      | Serie A1     | 18      |         | 256     | 12/29            | 3/23             | 8/17             | 16                | 4                 | 13                |                   | 41                |
| 1998-1999       | Si Viaggi Varese         | Serie A1     | 22      |         | 511     | 37/77            | 14/45            | 47/72            | 45                | 17                | 38                |                   | 163               |
| 1999-2000       | Cit Varese               | Serie A1     | 30      |         | 766     | 56/112           | 17/63            | 45/68            | 94                | 29                | 49                |                   | 208               |
| 2000-2001       | Friliver Varese          | Serie A1     | 25      |         | 759     | 67/128           | 26/68            | 55/86            | 69                | 20                | 50                |                   | 267               |
| 2001-2002       | Garzanti Verga Treviglio | Serie A1     | 29      |         | 810     | 62/139           | 35/112           | 82/106           | 70                | 11                | 58                |                   | 189               |
| 2002-2003       | Sixiss                   | LNA          |         |         |         |                  |                  |                  |                   |                   |                   |                   |                   |
| 2003-2004       | Pool Comense             | Serie A1     | 24      | 0       | 295     | 15/32            | 9/29             | 16/25            | 25                | 28                | 19                | 0                 | 73                |
| 2004-2005       | Pool Comense             | Serie A1     | 28      | 0       | 430     | 38/67            | 8/44             | 30/49            | 26                | 17                | 26                | 0                 | 130               |
| 2005-2006       | Pool Comense             | Serie A1     | 30      | 0       | 510     | 37/85            | 19/52            | 40/57            | 49                | 21                | 47                | 0                 | 171               |
| 2006-2007       | Pool Comense             | Serie A1     | 27      | 8       | 577     | 55/129           | 13/52            | 48/74            | 58                | 27                | 53                | 1                 | 197               |
| 2007-2008       | Liomatic Umbertide       | Serie A2     | 29      | 21      | 863     | 112/199          | 48/112           | 71/104           | 77                | 63                | 76                | 1                 | 439               |
| 2008-2009       | Pool Comense             | Serie A1     | 12      | 9       | 261     | 26/43            | 7/17             | 11/17            | 16                | 16                | 14                | 1                 | 84                |
| 2009-2010       | Pool Comense             | Serie A1     | 0       | 0       | 0       | 0                | 0                | 0                | 0                 | 0                 | 0                 | 0                 | 0                 |
| 2010-2011       | Pool Comense             | Serie A1     | 16      | 4       | 340     | 25/55            | 11/30            | 29/40            | 33                | 10                | 16                | 0                 | 112               |
| 2011-2012       | Pool Comense             | Serie A1     | 10      | 0       | 176     | 7/22             | 12/30            | 5/6              | 17                | 8                 | 6                 | 0                 | 55                |
| 2012-2013       | Isab Energy Priolo       | Serie A1     | 19      | 18      | 580     | 55/101           | 26/75            | 30/44            | 58                | 22                | 31                | 0                 | 218               |
| 2013-2014       | Bricocenter Priolo       | Serie A1     | 18      | 16      | 615     | 77/183           | 16/62            | 55/79            | 97                | 24                | 35                | 0                 | 257               |
| Totale carriera |                          |              |         |         |         |                  |                  |                  |                   |                   |                   |                   |                   |

### Cronologia presenze e punti in Nazionale
| Cronologia completa delle presenze e dei punti in Nazionale - Italia | Cronologia completa delle presenze e dei punti in Nazionale - Italia | Cronologia completa delle presenze e dei punti in Nazionale - Italia | Cronologia completa delle presenze e dei punti in Nazionale - Italia | Cronologia completa delle presenze e dei punti in Nazionale - Italia | Cronologia completa delle presenze e dei punti in Nazionale - Italia | Cronologia completa delle presenze e dei punti in Nazionale - Italia | Cronologia completa delle presenze e dei punti in Nazionale - Italia |
| Data                                                                 | Città                                                                | In casa                                                              | Risultato                                                            | Ospiti                                                               | Competizione                                                         | Punti                                                                | Note                                                                 |
| -------------------------------------------------------------------- | -------------------------------------------------------------------- | -------------------------------------------------------------------- | -------------------------------------------------------------------- | -------------------------------------------------------------------- | -------------------------------------------------------------------- | -------------------------------------------------------------------- | -------------------------------------------------------------------- |
| 14/04/1999                                                           | Ferrara                                                              | Basket Ferrara                                                       | 64 - 87                                                              | Italia                                                               | Amichevole                                                           | 5                                                                    | [ 20 ]                                                               |
| 16/01/2009                                                           | Priolo Gargallo                                                      | Italia                                                               | 75 - 64                                                              | Belgio                                                               | Qual. Euro 2009 - Additional Round                                   | 3                                                                    | [ 21 ]                                                               |
| 19/01/2009                                                           | Cirquenizza                                                          | Croazia                                                              | 75 - 64                                                              | Italia                                                               | Qual. Euro 2009 - Additional Round                                   | 2                                                                    | [ 22 ]                                                               |
| 14/07/2010                                                           | Cavalese                                                             | Italia                                                               | 61 - 45                                                              | Turchia                                                              | Amichevole                                                           | 2                                                                    | [ 23 ]                                                               |
| 15/07/2010                                                           | Cavalese                                                             | Italia                                                               | 56 - 61                                                              | Lettonia                                                             | Torneo amichevole                                                    | 4                                                                    | [ 24 ]                                                               |
| 16/07/2010                                                           | Cavalese                                                             | Italia                                                               | 76 - 73                                                              | Germania                                                             | Torneo amichevole                                                    | 3                                                                    | [ 25 ]                                                               |
| 17/07/2010                                                           | Cavalese                                                             | Italia                                                               | 62 - 69                                                              | Turchia                                                              | Torneo amichevole                                                    | 5                                                                    | [ 26 ]                                                               |
| 02/08/2010                                                           | Cagliari                                                             | Italia                                                               | 69 - 76                                                              | Croazia                                                              | Qual. Euro 2011 - Girone A                                           | 0                                                                    | [ 27 ]                                                               |
| 17/08/2010                                                           | Gospić                                                               | Croazia                                                              | 74 - 63                                                              | Italia                                                               | Qual. Euro 2011 - Girone A                                           | 3                                                                    | [ 28 ]                                                               |
| 20/08/2010                                                           | Cagliari                                                             | Italia                                                               | 67 - 57                                                              | Belgio                                                               | Qual. Euro 2011 - Girone A                                           | 2                                                                    | [ 29 ]                                                               |
| 26/08/2010                                                           | Kaunas                                                               | Lituania                                                             | 81 - 83                                                              | Italia                                                               | Qual. Euro 2011 - Girone A                                           | 0                                                                    | [ 30 ]                                                               |
| 29/08/2010                                                           | Cagliari                                                             | Italia                                                               | 68 - 59                                                              | Paesi Bassi                                                          | Qual. Euro 2011 - Girone A                                           | 3                                                                    | [ 31 ]                                                               |
| Totale                                                               |                                                                      | Presenze                                                             | 12                                                                   |                                                                      | Punti                                                                | 32                                                                   |                                                                      |

## Palmarès
- Campionato italiano: 1
Ginnastica Comense: 2003-04
- Campionato italiano di Serie A2: 1
Basket Fratta Umbertide: 2007-08
- Supercoppa italiana: 1
Ginnastica Comense: 2004